# あらた伊里
あらた 伊里（あらた いり）は、日本の女性漫画家。

## 経歴
かつては同人サークル「むぎじるし」（現在はブログ名になっている）で「タイリ」名義で東方Projectの同人誌を発行していた。 2011年に『つぼみ』（芳文社）にて『総合タワーリシチ』を連載開始。同誌の休刊による『つぼみWebコミック』の移籍を経て、最終回を迎えた。
その後、『壊れていてもかまいません』を『ヤングコミック』（少年画報社）2014年6月号から2016年5月号まで連載。『呪いのあおいちゃん』を『ビビッド百合アンソロジー メバエ』のvol.1からvol.5（休刊）まで連載。
『とどのつまりの有頂天』は『ヤングコミック』での連載終了後、『月刊コミック電撃大王』（KADOKAWA）へと移籍し、再スタートを切る予定であることが告知され、2020年2月号より『雨でも晴れでも』のタイトルで連載が開始した。

## 人物
- 作風に関しては、百合要素を含むものが多く、作者も百合好きを公言している[10]。また、ハイテンションギャグとよばれ、登場キャラが「変顔」を披露することが多い[11]。
- 巻末コメントおよび本人のサイトでは、たびたび酒好きをアピールしている[10]。
- 同人誌活動時代から、小川麻衣子(同人名義はasaki)とは仲が良く、同人活動では合同誌も出したことがある[1][2]。
- 年の離れた2人の姉がいる。あらた曰く「（自分より）絵がめちゃくちゃうまい」とのこと。

## 作品リスト

### 連載
- 総合タワーリシチ『つぼみ』（芳文社）vol.13 - 20 → 『つぼみWebコミック』2013年1月23日 - 2013年5月22日、単行本全3巻、完全版全2巻
- 壊れていてもかまいません『ヤングコミック』（少年画報社）2014年6月号 - 2016年5月号、単行本全3巻
- 呪いのあおいちゃん『ビビッド百合アンソロジー メバエ』（少年画報社）vol.1 - 5
- とどのつまりの有頂天『ヤングコミック』（少年画報社）2018年1月号 - 2019年5月号、単行本全2巻
- 雨でも晴れでも『月刊コミック電撃大王』（KADOKAWA）2020年2月号 - 2022年4月号、全19話、単行本全3巻
- グッバイ宣言『月刊コミック電撃大王』（KADOKAWA）、ストーリー：三月みどり、キャラクターデザイン：アルセチカ、原作・監修：Chinozo、2022年9月号 - 2024年7月号、全19話、単行本全3巻

### 読切
- 小鳥と空飛ぶ冷蔵庫『ヤングキング』（少年画報社）2019年14号
- ティアドロップス『エクレア orange あなたに響く百合アンソロジー』(KADOKAWA)